# دانيل أنكودينوف
دانيل أنكودينوف (بالكازاخستانية: Данил Анкудинов ؛ من مواليد 31 يوليو 2003) هو لاعب كرة قدم كازاخستاني يلعب كمهاجم لشريف.